# Armstrong Whitworth
La Sir W G Armstrong Whitworth & Co Ltd era una grande azienda meccanica britannica con sede ad Elswick, nel distretto  di Newcastle upon Tyne, ed attiva nella prima parte del XX secolo nella produzione di armamenti, navi, locomotive, automobili ed aerei.

## Storia
Nel 1847, l'ingegnere William George Armstrong fondò la Elswick Ordnance Company a Newcastle, per realizzare macchine idrauliche, gru e ponti, produzione che sarà presto seguita da armamenti da artiglieria, in particolare il Armstrong breech-loading gun con il quale venne riequipaggiato il British Army dopo la guerra di Crimea.
Nel 1859, per separare il settore degli armamenti dal resto delle attività, venne fondata la Elswick Ordnance Company, la cui costituzione fu dovuta al conflitto di interessi, essendo all'epoca Armstrong ingegnere del War Office il dipartimento del governo britannico responsabile dell'amministrazione del British Army e la Elswick Ordnance Works il maggior fornitore del British Army. Nel 1864, avendo Armstrong lasciato il War office, la "EOC" venne riunita alla casa madre diventando il settore degli armamenti della W.G. Armstrong & Company e più tardi della Armstrong Whitworth.
Nel 1882 l'azienda si fuse con il cantiere navale di Charles Mitchell per fondare la Sir WG Armstrong Mitchell & Company; all'epoca l'attività cantieristica con le sue strutture si estendeva per oltre un miglio lungo la riva del fiume Tyne..
Nel 1885 l'azienda venne autorizzata ad impiantare in Italia una fabbrica metallurgica per la costruzione di artiglierie navali a Pozzuoli, lungo la costa napoletana, su un'area dove anticamente, secondo la tradizione, sorgeva l'Accademia di Cicerone.
Nel 1897 si ebbe una nuova fusione, con la società di ingegneria Joseph Whitworth, assumendo la denominazione Sir W G Armstrong Whitworth & Co Lt. L'azienda si espanse nel 1902 allargando la sua attività alla costruzione di autovetture, grazie anche all'acquisizione della Wilson-Pilcher, e autocarri e creò un "dipartimento aereo" nel 1913, che nel 1920 divenne la controllata Armstrong Whitworth Aircraft.
Nel 1920 venne acquisita la Siddeley-Deasy industria che operava nel campo delle automobili e dei motori aeronautici. Entrambe le attività automobilistiche dei due gruppi vennero concentrati nella consociata Armstrong Siddeley Motors gruppo industriale che ha operato come costruttore di auto di lusso estendendo successivamente la sua produzione ai motori aeronautici, mentre le attività aeronautiche concentrate Sir W.G. Armstrong Whitworth Aircraft Company.
Nel dicembre 1926 la non florida situazione dell'azienda spinse le banche creditrici a caldeggiare una fusione delle attività relative agli armamenti e siderurgiche con quelle della Vickers Limited, in modo da creare un'unica compagnia che potesse autosostenersi nella sfavorevole congiuntura che vedeva la progressiva riduzione di commesse militari.
Nel 1927 attraverso la fusione con la Vickers venne fondata la Vickers-Armstrongs, Ltd con la Vickers che deteneva i due terzi della nuova compagnia e la Armstrong Whitworth costretta a cedere sue quote in cambio dell'estinzione del debito che aveva con le banche. Dalla società restarono fuori la Armstrong Siddeley e la Armstrong Whitworth Aircraft che vennero acquisite da John Davenport Siddeley e successivamente da questi cedute nel 1935 alla Hawker Aircraft.
Il Grande conglomerato industriale nato dalla fusione tra le due società, dopo essere stato in gran parte nazionalizzata negli anni sessanta e settanta, ha cessato le proprie attività nel 1977.